# Дорогие товарищи!
«Дорогие товарищи!» — российский исторический драматический фильм режиссёра Андрея Кончаловского с Юлией Высоцкой в главной роли, посвящённый событиям в Новочеркасске 1962 года. Вышел в прокат 12 ноября 2020 года. Был включён в основную конкурсную программу 77-го Венецианского кинофестиваля, где получил специальный приз жюри, позже был выдвинут от России на премию «Оскар» в категории «Лучший фильм на иностранном языке», но в список номинантов не попал.

## Сюжет
Фильм рассказывает о расстреле демонстрации рабочих в Новочеркасске в 1962 году. Главная героиня фильма Людмила — партийный работник местного горкома, убежденная коммунистка и сталинистка, бывшая фронтовичка, мать-одиночка, у которой после военно-полевого романа в 1944 году родилась единственная дочь Светка. Людмила живёт с дочерью и старым отцом. Возвращаясь утром домой от любовника, первого секретаря того самого горкома, она забегает в гастроном, где народ толпится за кефиром. Её проводят в подсобку, где выдают номенклатурный дефицит: кулёк конфет, банку шпрот, кусок колбасы и импортный ликёр.
Во время забастовки рабочих на Новочеркасском электровозостроительном заводе (НЭВЗ), начавшейся после хрущёвского повышения цен на молоко и мясо с 1 июня 1962 года, Людмила с другими членами горкома и первым секретарём обкома А. В. Басовым оказывается в ловушке: заводоуправление окружает агрессивная толпа, от которой руководителей города и области скрывают в подвале. Через несколько часов ожидания их оттуда выводят через подземный коллектор бойцы спецназа. Город блокируют воинские подразделения и бронетехника.
На следующий день на совещании в горкоме партии с участием прибывших из Москвы членов Президиума ЦК КПСС Ф. Р. Козлова и А. И. Микояна Людмила призывает применять к бунтующим жёсткие меры. Тем временем толпа демонстрантов движется от посёлка НЭВЗ к центру города с портретами Ленина и лозунгами, среди которых выделяется «Хрущёва на колбасу!». Военные ей не препятствуют. Члены Президиума ЦК едва успевают выехать из горкома, а здание начинает штурмовать толпа. Руководителям города предлагают тоже покинуть здание. Задержавшись на лестнице, Людмила замечает пробирающегося на чердак неизвестного со снайперской винтовкой в футляре от виолончели. Выйдя в безопасное место, она тревожится за дочь и отправляется обратно к горкому на поиски девушки. В это время на площади перед горкомом начинаются стрельба и паника. Шальные пули разят наповал.
Прибывшая из Москвы правительственная комиссия во главе с Ф. Р. Козловым и А. И. Микояном приказывает скрыть факт массовой забастовки в СССР и гибели людей.
Во время расстрела на площади пропадает дочь Людмилы, которая вечером трагического дня заявляет пришедшему к ней на квартиру в поисках Светки офицеру КГБ Виктору, что она сама приведёт дочь, когда она явится. Отец Людмилы достает из старого сундука православную икону и казачью форму, на которой обнаруживаются четыре георгиевских креста. Он читает дочери письмо, в котором описывается красный террор против казаков, и облачается в форму, а икону ставит на видное место.
Но девушки нет, и утром Людмила бросается на поиски. Она идет в больницу, где со всех сотрудниц берут подписку о неразглашении информации, а некоторых арестовывают на месте за участие в беспорядках. Пожилой доктор в морге показывает ей убитых, в числе которых лишь одна девушка, и это не Светка. И говорит, что некоторые тела были вывезены и захоронены за пределами города. В поисках Людмиле неожиданно начинает помогать тот самый офицер местного отделения КГБ, Виктор. Он вывозит Людмилу на своей машине из блокированного города благодаря помощи молодого армейского офицера, который должен был его задержать и отдать под следствие, но отпустил. Людмилу тоже обыскивают и отпускают.
В одной из станиц Виктор, угрожая пистолетом пожилому местному участковому милиционеру, который тоже дал подписку о неразглашении, добивается, чтобы тот показал произведённые накануне безымянные захоронения. В одной из могил предположительно похоронена девушка, чьи приметы совпадают с приметами Светки. Людмила бросается раскапывать могилу, Виктор её останавливает. Они отправляются обратно в Новочеркасск, Людмила плачет и недоумевает, как это похоронили людей, у которых на могилах даже памятника не будет. Утирая слезы, она поёт оптимистическую советскую песню «Весенний марш» из кинофильма «Весна». Виктор ей подпевает, ведь он участник самодеятельного хора и когда-то встречался с Людмилой на отдыхе в санатории. Он привозит убитую горем мать домой, а в городе готовится организованный комсомолом вечер танцев. Виктор выражает надежду на новую встречу с Людмилой, но та не обращает внимание и идёт домой. Там обнаруживается, что Светка жива. Мать находит её на крыше дома и утешает со словами «Мы станем лучше».

## В ролях
- Юлия Высоцкая — Людмила Даниловна Сёмина, заведующая отделом промышленности Новочеркасского горкома КПСС
- Владислав Комаров — Олег Николаевич Логинов, первый секретарь Новочеркасского горкома КПСС
- Андрей Гусев — Виктор, старший оперуполномоченный Новочеркасского городского отдела УКГБ СССР по Ростовской области
- Юлия Бурова — Светка, дочь Людмилы Сёминой
- Сергей Эрлиш — дед
- Александр Маскелайн — профессор Оводов
- Анатолий Петрунин — генерал МВД
- Дмитрий Костяев — Александр Басов, первый секретарь Ростовского обкома КПСС
- Олег Цветанович — генерал армии Исса Плиев, командующий войсками Северо-Кавказского военного округа
- Пётр Олев — Фрол Козлов, член Президиума ЦК КПСС, секретарь ЦК КПСС
- Георгий Пипинашвили — Анастас Микоян, член Президиума ЦК КПСС, первый заместитель Председателя Совета Министров СССР
- Роман Калькаев — Леонид Ильичёв, секретарь ЦК КПСС, председатель Идеологической комиссии ЦК КПСС
- Вячеслав Пигарев — Борис Курочкин, директор Новочеркасского электровозостроительного завода
- Артём Крысин — Борис Семашкин
- Ксения Комарова — Тамарка
- Егор Гордиенко — следователь
- Ольга Васильева — продавщица Валя
- Юрий Гришин — участковый Гусев

## Создание и релиз
Бюджет картины составил 151,5 млн рублей, из которых 70 млн предоставило Министерство культуры, а остальное — миллиардер Алишер Усманов. Съёмки проходили на месте показанных в фильме событий, в Ростовской области, а также в павильоне в Лужниках. Главную роль сыграла Юлия Высоцкая (сама уроженка Новочеркасска). На съёмочной площадке появлялось множество непрофессиональных актёров, в массовых сценах участвовало около 500 человек. Съёмки закончились в сентябре 2019 года. Премьеру фильма, запланированную на май 2020 года, отложили из-за пандемии коронавируса.
Первый показ состоялся 7 сентября 2020 года на 77-м Венецианском кинофестивале. 18 сентября 2020 года картина закрывала 31-й Кинотавр, 10 октября её показали в Риге на фестивале «Балтийская жемчужина». 12 ноября 2020 года «Дорогие товарищи!» вышли в российский прокат.
В первый прокатный день «Дорогие товарищи!» показали скромный результат: они не попали в первую десятку новых картин, собрав 530—540 тыс. рублей, что позволяло ожидать не более 4—4,5 млн рублей в премьерные выходные. Это составит около 3 % от бюджета картины. Средняя посещаемость фильма составила три зрителя на сеанс.

## Восприятие
Вскоре после премьеры в адрес Кончаловского прозвучали обвинения в сознательном очернении советской действительности. Режиссёр, отвечая на эту критику, рассказал, что сценарий имеет под собой фактическую базу. «Для меня было важно, — объяснил он, — показать состояние ума среднего партийного работника, который прошёл войну и который встречает на своём пути несоответствие между своим идеалом и реальностью. Для меня эти люди симпатичны, я их понимаю… Трагедия должна вызывать смятение, а не делить на плохое и хорошее. Мои фильмы — фильмы русского и советского человека, который к тому же верит в Бога».
Звучали мнения о том, что «Дорогие товарищи!» — «главный фильм о государстве в 2020 году». «Сама картина по своей сути могла быть только антисоветской, а у прижизненно признанного классиком Кончаловского давно есть зуб на ту власть, — написал критик Егор Беликов. — Но кое-чего запланировать Кончаловский не мог бы при всем желании — небуквальной и неожиданной актуальности своей картины в глобальном масштабе». «Антисоветским» назвал фильм и критик «Медузы» Антон Долин. «Кризис веры, умолчания и компромиссы — привычная для этих героев система координат. Даже в коммунизм они верят разный, — пишет о фильме Егор Москвитин. — Удивительный сплав сухости и избыточности, фильм-обелиск от режиссёра-глыбы. Редкое кино, в котором безотказно работают самые простые образы, какие только могут прийти на ум».
Награды
Картина была удостоена ряда наград:
- 2020 — Специальный приз жюри Венецианского кинофестиваля[15]
- 2020 — Приз за лучшую режиссуру Международного кинофестиваля в Чикаго[16]
- 2021 — Кинопремия «Золотой орёл» за 2020 год. Лучшая режиссёрская работа (А. Кончаловский)
- 2021 — Национальная кинематографическая премия «Ника» за 2020 год
  - лучший игровой фильм
  - лучшая режиссёрская работа (А. Кончаловский)
  - лучшая женская роль (Ю. Высоцкая)
  - лучшая работа звукорежиссёра (П. Волынкина)[17]
- 2021 — Сценарная премия «Слово» за лучший сценарий полнометражного фильма (Е. Киселёва, А. Кончаловский)[18]
- 2021 — Международная кинематографическая премия «Восток — Запад. Золотая арка» по итогам 2020—2021 годов за лучшую режиссуру (А. Кончаловский)[19].

Картина была выдвинута от России на премию «Оскар» в категории «Лучший фильм на иностранном языке», но в список номинантов не попала.